# HMS Dragon (D46)
HMS Dragon (D46) là một tàu tuần dương hạng nhẹ thuộc lớp Danae của Hải quân Hoàng gia Anh Quốc. Trong Chiến tranh Thế giới thứ hai, nó được chuyển cho Hải quân Ba Lan và hoạt động dưới tên gọi ORP Dragon, cho đến khi bị hư hại nặng bởi một ngư lôi có người lái của Đức vào ngày 7 tháng 7 năm 1944. Nó không được sửa chữa, thay vào đó nó được cho đánh chìm như một đê chắn sóng nhằm hỗ trợ cho các hoạt động đổ bộ Normandy.

## Thiết kế và chế tạo
Một trong những con tàu được chế tạo nhanh nhất vào thời đó, Dragon được đặt lườn vào ngày 24 tháng 1 năm 1917 tại Glasgow. Nó được hạ thủy vào ngày 29 tháng 12 cùng năm; tuy nhiên, mãi cho đến ngày 16 tháng 8 năm 1918 nó cuối cùng mới được đưa ra hoạt động cùng Hải quân Hoàng gia dưới tên gọi HMS Dragon.

## Lịch sử hoạt động

### Giữa hai cuộc thế chiến
Được trang bị sáu khẩu pháo 152 mm (6 inch), chiếc tàu tuần dương hạng nhẹ được đưa ra hoạt động quá trễ để có thể tham gia Chiến tranh Thế giới thứ nhất. Nó đã từng đưa Hoàng tử xứ Wales (Vua Edward VIII tương lai) đến Canada vào tháng 8 năm 1919 trong chuyến viếng thăm lãnh thổ này.
Sau đó Dragon tham gia cuộc Nội chiến Nga trong thành phần lực lượng đặc nhiệm can thiệp nhằm trợ giúp cho các nước độc lập Latvia và Estonia chống lại các lực lượng Bolsheviks và Đức trong tháng 10 và tháng 11 năm 1919. Vào ngày 17 tháng 10 năm 1919, Dragon bị bắn trúng ba phát đạn pháo từ một khẩu đội duyên hải trong khi tham gia các hoạt động chống lại lực lượng Đức tấn công Riga, làm thiệt mạng chín người và bị thương năm người khác.
Vào năm 1924, con tàu được bố trí vào Hải đội Đặc nhiệm cùng với các tàu chiến-tuần dương HMS Hood và HMS Repulse, các tàu tuần dương HMS Delhi, HMS Danae và HMS Dauntless cho một chuyến đi vòng quanh thế giới. Dragon đã ghé qua Zanzibar, Ceylon, New Zealand, Fiji, Canada và Jamaica cũng như viếng thăm hữu nghị Hoa Kỳ, Antilles thuộc Hà Lan và Australia. Đến năm 1928 nó được rút khỏi hoạt động thường trực và trải qua một cuộc tân trang lớn tại Anh. Trong số các thay đổi, hầm chứa thủy phi cơ của nó được tháo dỡ.

### Giai đoạn mở màn chiến tranh
Trong Chiến tranh Thế giới thứ hai, Dragon thoạt tiên được sáp nhập vào Hải đội Tuần dương 7 thuộc lực lượng tuần tra phía Bắc chống lại tàu ngầm U-boat của Đức tại khu vực Shetland. Vào tháng 11 năm 1939 nó tham gia vào việc săn đuổi thiết giáp hạm bỏ túi Admiral Graf Spee. Đến tháng 2 năm 1940, HMS Dragon băng qua Địa Trung Hải và quay trở về Đại Tây Dương. Vào ngày 16 tháng 9 năm 1940, nó ghi được chiến công đầu tiên khi bắt giữ được tàu khu trục Pháp Touareg. Vào ngày 23 tháng 9, nó đi đến khu vực cảng Dakar, nơi nó tham gia Chiến dịch Menace chống lại hạm đội Pháp đặt căn cứ tại đây. Cùng với HMS Inglefield và HMS Foresight nó đã đánh chìm tàu ngầm Pháp Persée và bản thân nó cũng tham gia việc bắn phá cảng. Sau hạt động này, nó di chuyển đến Freetown, nơi nó hoạt động chống lại thiết giáp hạm bỏ túi Đức Admiral Scheer trong tháng 12.
Cho đến tháng 11 năm 1941 Dragon phục vụ như là tàu hộ tống cho nhiều đoàn tàu vận tải vượt Đại Tây Dương, trước khi được chuyển sang Á Châu. Vào ngày 20 tháng 1 năm 1942, nó nhận được lệnh phối thuộc vào một lực lượng đặc nhiệm để hoạt động tại Hoàng hải; nhưng sau khi Singapore thất thủ, nó được sáp nhập cùng với HMS Caledon và tàu tuần dương Hà Lan HNLMS Jacob van Heemskerk để hoạt động tại Ceylon. Đến tháng 5 nó di chuyển đến Madagascar. Trong tháng tiếp theo, thủy thủ đoàn của nó lên bờ và được chuyển sang đơn vị khác, trong khi Dragon bắt đầu chuyến hành trình của nó quay trở về Anh để tân trang. Vì thủy thủ đoàn được rút gọn của nó không thể hoạt động con tàu một cách độc lập, nó phải được cho sáp nhập vào nhiều oàn tàu vận tải khác nhau, và phải mất gần nữa năm trước khi cuối cùng về đến Liverpool ngang qua Cape Town, Chatham và Durban.

### Chuyển cho Hải quân Ba Lan
Vào ngày 15 tháng 1 năm 1943, Dragon được chuyển giao cho Hải quân Ba Lan, được đổi tên thành ORP Dragon và được vận hành bởi một thủy thủ đoàn người Ba Lan. Cho dù tên của con tàu vẫn như nhau, nó mang một ý nghĩa mới. Trong tiếng Anh dragon có nghĩa là rồng, nhưng "rồng" trong tiếng Ba Lan là smok, trong khi "dragon" lại có nghĩa là long kỵ binh, một binh chủng bộ binh di chuyển trên ngựa, mặc dù từ ngữ sau này cũng xuất phát từ lối nói quanh co của "rồng". Được hiện đại hóa tại xưởng tàu của Cammell Laird ở Birkenhead, nó được tái trang bị với máy phát điện mới, radar và vũ khí. Việc tân trang con tàu hoàn tất vào ngày 23 tháng 8 năm 1943 và nó di chuyển đến Scapa Flow, nơi nó hoạt động trong thành phần nhiều đoàn tàu vận tải. Ngày 20 tháng 2 năm 1944 nó được tháp tùng bởi HMS Berwick và HMS Jamaica để hộ tống đoàn tàu vận tải JW.57 đi đến Murmansk; rồi hộ tống cho đoàn RA.57 trong chuyến quay về. Sau khi quay trở về, nó phối hợp với nhiều tàu chiến lớn khác để huấn luyện đổ bộ trước trận Normandy. Cuối cùng vào ngày 2 tháng 6 nó được phân về một hải đội bao gồm HMS Ramillies, HMS Warspite, HMS Mauritius, HMS Frobisher, HMS Arethusa, Danae và 24 tàu chiến nhỏ khác để cùng hướng đến Normandy.
Dragon đã có mặt trong cuộc đổ bộ Normandy khi tham gia Chiến dịch Neptune, bắn phá các khẩu đội pháo duyên hải Đức tại Colleville-sur-Orne và tại Trouville (bãi Sword) từ khoảng cách 4 km. Một quả đạn pháo 105 mm (4 in) từ một khẩu đội Đức trên bờ bắn suýt trúng đã làm bị thương ba thủy thủ. Nó rút lui dưới sự bảo vệ của Ramillies và HMS Roberts, mà hỏa lực của chúng đã tiêu diệt khẩu đội này. Chiều tối ngày D, nó di chuyển đến khu vực bãi Juno để hỗ trợ cho lực lượng đổ bộ tiến quân. Ngày hôm sau, nó bắn phá các vị trí của quân Đức tại và chung quanh thị trấn Caen. Tuy nhiên, vào ngày 8 tháng 6, một trục trặc trong hệ thống liên lạc đã khiến nó không thể tiếp tục hoạt động bắn phá, và chỉ cho đến đêm nó mới có thể khai hỏa trở lại nhắm vào Sư đoàn xe tăng 21 Đức gần Varaville. Ngày hôm sau, nó tham gia vào một cuộc đấu pháo tay đôi với một khẩu đội pháo trên bờ tại Houlgate, rồi sau đó nó quay trở về Portsmouth để tiếp nhiên liệu và bổ sung tiếp liệu. Từ ngày 12 đến ngày 17 tháng 6 nó lại nả pháo xuống các vị trí của quân Đức gần Caen, Gouneville, Lébisey và Varaville. Trong thời gian này nó từng tránh được một cuộc tấn công từ một tàu ngầm đối phương không thể xác định. Vào ngày 18 tháng 6 nó hướng về Portsmouth hộ tống cho chiếc thiết giáp hạm HMS Nelson vốn đã trúng phải một quả thủy lôi.

### Hư hỏng và bị đánh chìm
Vào ngày 7 tháng 7 năm 1944, Dragon quay trở lại khu vực ngoài khơi Caen, nơi nó tham gia vào việc bắn pháo chuẩn bị cuối cùng nhằm chiếm thị trấn này sau cuộc phong tỏa kéo dài một tháng. Ngày hôm sau, lúc 5 giờ 40 phút, ở tọa độ 49°22′B 0°21′T / 49,367°B 0,35°T, trong lúc chờ đợi mệnh lệnh để khai hỏa, Dragon bị một quả ngư lôi có người lái Đức Neger do Walther Gerhold điều khiển đánh trúng với tổn thất 26 người. Một tài liệu khác cho rằng chiến công này là của một hoa tiêu tên Potthast.
Vụ nổ đã gây ra một đám cháy ở hầm đạn số 3, buộc phải cho làm ngập nước. Ngoài ra, phòng động cơ số 3 cũng bị đánh trúng, và con tàu bắt đầu bị chìm qua mạn trái; độ nghiêng của con tàu đạt đến 9°, nhưng thuyền trưởng đã ổn định cân bằng con tàu bằng cách ra lệnh cho mọi tháp pháo xoay sang mạn phải. Cho dù có thêm 11 thủy thủ bị tử thương, tình hình được ổn định, và con tàu di chuyển đến một vùng nước nông chờ đợi con nước thủy triều rút. Sau khi nước được bơm khỏi phòng động cơ bị ngập, người ta khám phá là lườn tàu bị thủng trải rộng suốt hai ngăn, và lỗ thủng có kích thước khoảng 5 × 15 mét.
Mặc dù vẫn còn nổi và có thể sửa chữa được, người ta vẫn quyết định bỏ con tàu. Nó được kéo đến Mulberry "B", nơi mà vào ngày 10 tháng 7, tàu đổ bộ LST-494 trợ giúp vào việc chuyển thủy thủ đoàn còn lại của Dragon, 17 sĩ quan và 320 thủy thủ rời tàu quay trở về Anh Quốc. Đến ngày 15 tháng 7, các vũ khí trên tàu được tháo dỡ. Hai xác thủy thủ tiếp tục được phát hiện trên tàu và họ được an táng trên biển. Ngày 16 tháng 7 nó chính thức được cho ngừng hoạt động, và đến ngày 20 tháng 7, nó bị đánh đắm để tạo thành dãi chắn sóng nhân tạo gần Courseulles. Vào ngày 4 tháng 10 năm 1944 vai trò phục vụ của nó trong Hải quân Ba Lan được thay thế bởi chiếc ORP Conrad, nguyên chính là con tàu chị em HMS Danae cùng lớp.